# Frashokereti
L'escatologia zoroastriana, riassumibile con il termine Frashokereti (frašō.kərəti) presente nell'Avestā, locuzione corrispondente anche al termine medio persiano frašagird <plškrt>), definisce la dottrina zoroastriana di un rinnovamento finale dell'Universo, quando il male verrà distrutto, e tutto quello che resterà sarà allora in perfetta unità con Dio (Ahura Mazdā). Il termine probabilmente significa "rendendo meraviglioso, eccellente".
Le premesse dottrinali sono le seguenti: 
- Il bene alla fine prevarrà sopra il male;
- La creazione era inizialmente perfettamente buona, ma venne successivamente corrotta dal male;
- Il mondo verrà alla  fine ripristinato alla perfezione che aveva al tempo della creazione;
- La "salvezza dell'individuo dipende dalla somma dei pensieri, parole e opere [di quella persona], e dunque non vi può essere alcun intervento, compassionevole oppure capriccioso, esercitato da alcun essere divino per alterare questo".

Dunque, ogni essere umano ha la responsabilità del destino della propria anima, e simultaneamente condivide la responsabilità per il destino del mondo.

## Escatologia
Esiste soltanto un accenno alle idee escatologiche nei testi superstiti dell'Avestā, e sono noti in dettaglio soltanto dai testi della tradizione zoroastriana, in particolare dal libro Bundahishn del IX secolo. Nel mito ad esso accluso, come appare nel Bundahishn (GBd 30.1ff), si può leggere: Alla fine del "terzo tempo" (il primo era l'era della creazione; il secondo l'era della miscela; e il terzo quello della separazione), vi sarà una grande battaglia tra le forze del bene (le yazata) e quelle del male (le deva), che vedrà finalmente trionfante il bene.
Sulla Terra, il Saoshyant porterà alla risurrezione dei morti nei corpi che avevano prima del decesso. Questo processo è seguito da un giudizio universale eseguito tramite la procedura dell'ordalia. I yazata Airyaman e Atar fonderanno il metallo nei colli e nelle montagne, e il metallo fuso fluirà attraverso la Terra come un fiume. A tutta l'umanità; – sia ai viventi che ai risuscitati -, verrà richiesto di attraversare quel fiume, ma per i giusti (gli ashavan) sembrerà un fiume di latte caldo, mentre i malvagi verranno bruciati. Il fiume dopo discenderà verso gli inferi, dove distruggerà Angra Mainyu e le ultime vestigia di malvagità nell'universo.
La narrazione continua con una proiezione di Ahura Mazdā e dei sei Amesha Spenta che eseguono un solenne atto finale di adorazione (yasna), e la preparazione del ''parahaoma'' dal "haoma bianco". I giusti prenderanno parte al parahaoma, cosa che conferirà loro l'immortalità. In seguito, l'umanità diventerebbe come gli Amesha Spenta, potendo vivere senza mangiare e senza sperimentare la fame o la sete, senza armi (o forse senza poter soffrire danni corporei). La sostanza materiale dei corpi diventa così leggera che non proietterà alcuna ombra. Tutta l'umanità parlerà una sola lingua e apparterrà ad una singola nazione, senza frontiere. Tutti condivideranno lo stesso proposito e obiettivo, quello di ricongiungersi con il divino per raggiungere la perpetua esaltazione della gloria di Dio.
Anche se frasho.kereti è una restaurazione del tempo della creazione, non avverrebbe il ritorno all'unicità delle piante, animali e umani primordiali; mentre all'inizio di tutto esisteva una sola pianta, un animale e un essere umano, la varietà che è stata sviluppata da allora rimarrà per sempre. Similarmente, il gruppo di divinità condotto all'esistenza da Mazda continuerà ad avere diverse esistenze, "e dunque non esiste alcuna profezia che preveda il loro riassorbimento nella mente del Creatore."